# Bill Blair
William Henry Blair jr., detto Bill (Hazard, 17 marzo 1942), è un ex cestista e allenatore di pallacanestro statunitense, professionista nella NBA.

## Carriera
Venne selezionato dai St. Louis Hawks al quattordicesimo giro del Draft NBA 1964 (97ª scelta assoluta).